# Sylvester McCoy

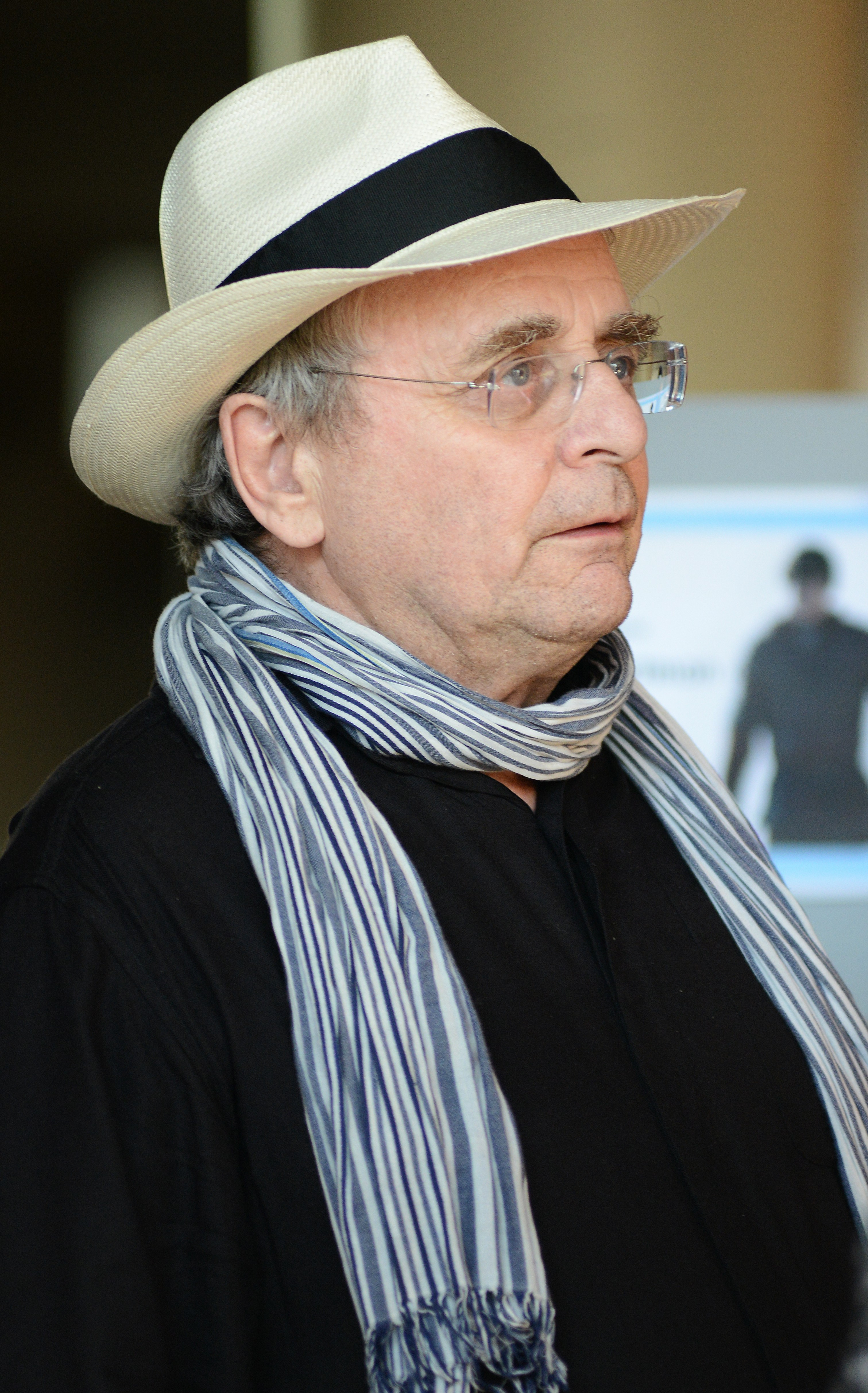
Sylvester McCoy (2014)

Sylvester McCoy (* 20. August 1943 in Dunoon, Argyll and Bute als Percy James Patrick Kent-Smith) ist ein schottischer Schauspieler. Seine bekanntesten Rollen sind die des siebten Doktors in Doctor Who und die des Zauberers Radagast des Braunen in der Hobbit-Filmtrilogie.

## Leben

### Jugend
McCoy hatte eine irische Mutter und einen englischen Vater. Seinen Vater, der einige Monate vor seiner Geburt während einer militärischen Operation im Zweiten Weltkrieg ums Leben kam, lernte er nie kennen. Er wuchs hauptsächlich in seiner Geburtsstadt Dunoon auf. McCoy wurde von der Mutter sehr religiös erzogen und wollte in seiner Jugend unbedingt Priester werden, weswegen er im Alter zwischen zwölf und sechzehn Jahren verschiedene Seminare in Aberdeen besuchte. Er gab dieses Vorhaben jedoch auf und machte stattdessen seinen Schulabschluss an der Dunoon Grammar School.

### Schauspielerische Anfänge
Nach der Schule zog McCoy nach London, wo er fünf Jahre lang für eine Versicherung arbeitete. Daneben jobbte er auch zeitweise im Veranstaltungszentrum The Roundhouse, wo er schließlich von dem Schauspieler Ken Campbell entdeckt und angeworben wurde. Er wurde bekannt als Mitglied der Komödiengruppe The Ken Campbell Roadshow.
Eine Rolle war ein Stuntman namens Sylveste McCoy. Der Name wurde aus Spaß als sein wirklicher in einem Programmheft gelistet und entwickelte sich durch ein Missverständnis zu seinem Künstlernamen. Später ergänzte er ein „r“. Es schlossen sich weitere Auftritte in verschiedenen Serien und Fernsehshows an, bis er 1979 zum ersten Mal eine kleine Filmrolle in dem Horrorfilm Dracula spielen konnte. Fernsehauftritte hatte er unter anderem in Produktionen wie Vision On, Jigsaw und Tiswas.

### Doctor Who

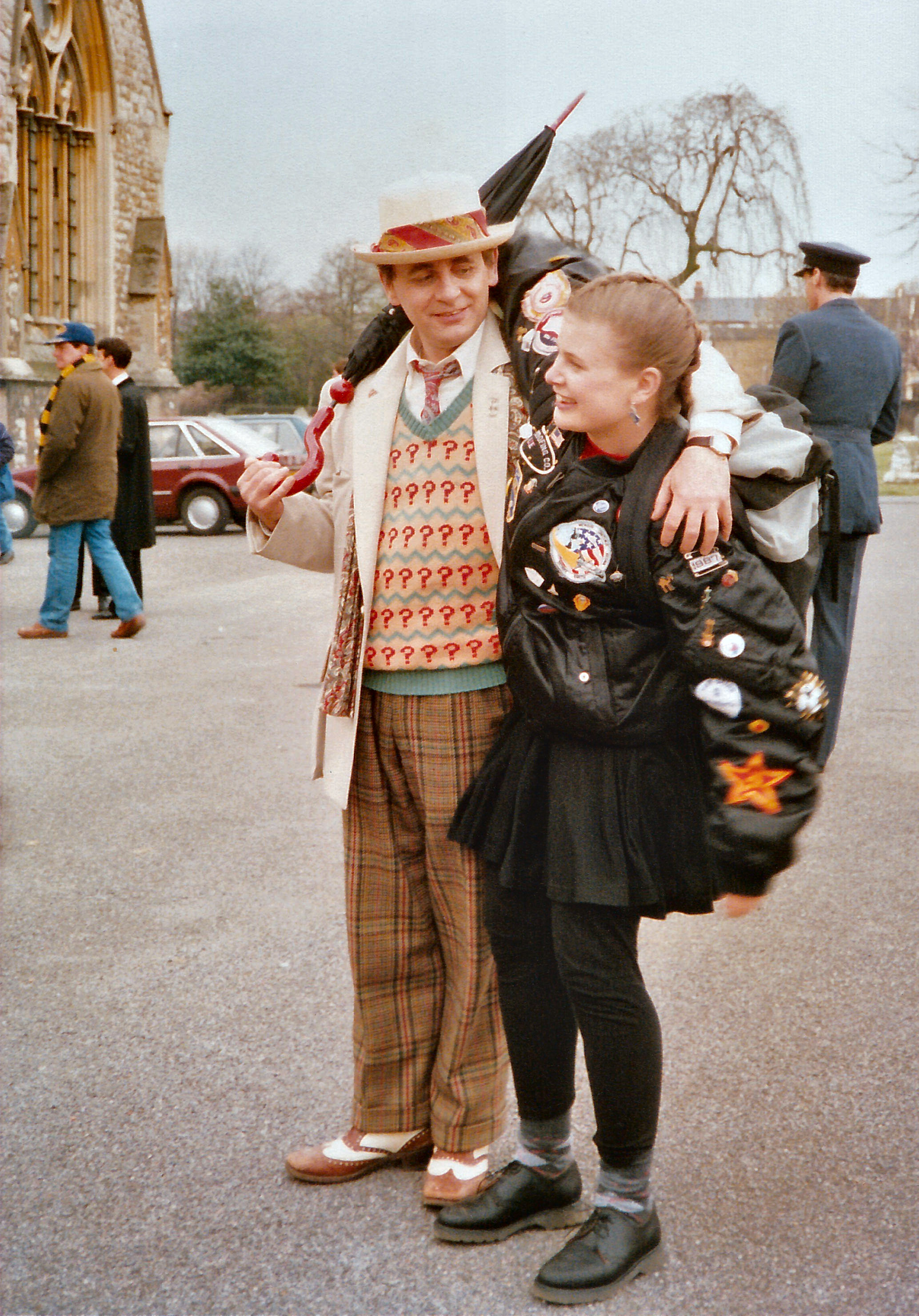
Sylvester McCoy als der 7. Doktor und Sophie Aldred als Ace bei den Dreharbeiten von Die Hand des Omega (1988)

1987 übernahm Sylvester McCoy die begehrte Rolle des Doktors von Colin Baker und behielt sie bis zum damaligen Ende der Serie 1989. Er kehrte 1993 in der Jubiläumsfolge Dimensions in Time zu dieser Rolle zurück und erneut 1996 in den ersten Szenen des Doctor Who Fernsehfilmes. In diesem stirbt der siebte Doktor durch eine fehlerhafte Behandlung in einem Krankenhaus in San Francisco, da er nicht als außerirdischer Timelord erkannt wird. Zum Doktor regenerierte Paul McGann.
In der Serie ist McCoys Doktor am Anfang eher humorvoll, später ein manipulativer Stratege. McCoy spielte die Rolle mit schottischen Akzent und stark gerolltem r. 1990 wurde er von den Lesern des Doctor Who Magazine zum „besten Doktor“ gewählt, vor dem bis dahin ungeschlagenen Favoriten Tom Baker. Der von McCoy dargestellte Doktor trat ebenfalls in mehreren Romanen und Comics auf.
Den Doktor spielt er seit 1998 wieder in der Reihe der Big-Finish-Hörspiele.

### Weitere Karriere
Neben seiner Karriere im Fernsehen ist McCoy auch als langjähriger Theaterdarsteller aktiv. So verkörperte er auf den Theaterbühnen Londons den Sheriff von Nottinghamin einer Musical-Version von Robin Hood. 2007 war er Teil des Ensembles einer von der Royal Shakespeare Company (RSC) aufgeführten Inszenierung von Der König von Narnia. Im selben Jahr verkörperte McCoy in Ian McKellens König Lear die Rolle des Narren und ging mit der RSC auf Sommer-Tour nach Sydney, Australien und Wellington, Neuseeland. Im Jahr darauf verkörperte er in einer Bühnenaufführung von Der Mikado für kurze Zeit die Titelrolle.
Im Bereich des Films war McCoy bisher eher selten zu sehen. So wurde er in den frühen 1990er Jahren für die Rolle des Governor Swann in dem geplanten Piratenfilm Fluch der Karibik in Betracht gezogen, jedoch gab die Produktionsfirma Disney zu diesem Zeitpunkt noch kein grünes Licht für den Drehstart. Erst 2003 lief der Film unter anderer Besetzung in den Kinos an. In Peter Jacksons Tolkien-Verfilmung Der Herr der Ringe (2001–2003) war McCoy zudem ein Kandidat für die Rolle des Bilbo Beutlin, welche jedoch letztendlich an die erste Wahl Ian Holm ging.
Dafür erhielt McCoy 2012 jedoch in der Verfilmung von Tolkiens Der Hobbit, dem Prequel zu Der Herr der Ringe die Rolle des Zauberers Radagast. Hier agierte er erneut an der Seite Ian McKellens, mit welchem er schon einige Jahre zuvor auf der Theaterbühne gestanden hatte.

### Persönliches
McCoy lebt mit seiner Frau Agnes in seiner schottischen Heimat, das Paar hat zwei Kinder. Obwohl er in seiner Jugend sehr religiös war, bekennt er sich mittlerweile zum Atheismus.

## Filmografie
- 1965: Vision On (Fernsehserie)
- 1973: Roberts Robots (Fernsehserie, eine Episode)
- 1975: Lucky Feller (Fernsehserie, eine Episode)
- 1977: For the Love of Albert
- 1978: The Lively Arts (Fernsehserie, eine Episode)
- 1979: Turning Year Tales (Fernsehserie, eine Episode)
- 1979: Dracula
- 1979: All the Fun of the Fair
- 1979: The Secret Policeman’s Ball (Fernsehfilm)
- 1979–1981: Big Jim and the Figaro Club (Fernsehserie, 6 Episoden)
- 1980: BBC2 Playhouse (Fernsehserie, eine Episode)
- 1981: Tiny Revolutions (Fernsehfilm)
- 1981: Tiswas (Fernsehserie, 2 Episoden)
- 1983–1985: Eureka (Fernsehserie, 9 Episoden)
- 1984: Starstrider (Fernsehserie)
- 1985: No 73 (Fernsehserie, eine Episode)
- 1985: Dramarama (Fernsehserie, eine Episode)
- 1985: Wettlauf zum Pol (The Last Place on Earth)
- 1986: The Pied Piper by Adrian Mitchell
- 1987: Three Kinds of Heat
- 1987: G.O.S.H.: The Wishing Well (Kurzfilm)
- 1987–1989, 2022: Doctor Who (Fernsehserie, 43 Episoden)
- 1988: What’s Your Story? (Fernsehserie)
- 1989: The Noel Edmonds Saturday Roadshow (Fernsehserie, eine Episode)
- 1990: Search Out Science (Fernsehserie, eine Episode)
- 1991: Thrill Kill Video Club
- 1991–1993: Jackanory (Fernsehserie, 7 Episoden)
- 1993: Doctor Who: Dimensions in Time (Dimensions in Time, Kurzfilm)
- 1993: The Airzone Solution
- 1994: Frank Stubbs Promotes (Fernsehserie, eine Episode)
- 1994: P.R.O.B.E.: The Zero Imperative
- 1995: Die Kobolde sind los (Leapin’ Leprechauns!)
- 1996: Rab C. Nesbitt (Fernsehserie, eine Episode)
- 1996: Doctor Who – Der Film (Doctor Who, Fernsehfilm)
- 1996: Spellbreaker: Secret of the Leprechauns
- 1996: Ghostlands (Fernsehfilm)
- 1997: The History of Tom Jones, a Foundling
- 1997: Beyond Fear (Fernsehfilm)
- 1999: Only Human
- 2000: The Mumbo Jumbo
- 2001: Do You Have a Licence to Save This Planet? (Kurzfilm)
- 2001–2002: Doctor Who: Death Comes to Time (Sprechrolle)
- 2001, 2008: Casualty (Fernsehserie, 2 Episoden)
- 2002: Hollyoaks (Fernsehserie, 2 Episoden)
- 2002: The Shieling of the One Night (Kurzfilm)
- 2002, 2006: The Bill (Fernsehserie, 2 Episoden)
- 2003: Children in Need (Fernsehserie, eine Episode)
- 2004: Doctor Who: The Projection Room (Fernsehserie, 2 Episoden)
- 2004: Still Game (Fernsehserie, eine Episode)
- 2004: Griffin
- 2006: The Battersea Ripper
- 2006: Mayo
- 2008: Great Performances (Fernsehserie, eine Episode)
- 2008: Doctors (Fernsehserie, eine Episode)
- 2008: Twice Upon A Timelord (Kurzfilm)
- 2008: Pass Them On (Kurzfilm)
- 2009: Al Murray’s Multiple Personality Disorder (Fernsehserie, eine Episode)
- 2009: The Academy (Kurzfilm)
- 2009: The Academy Part 2: First Impressions
- 2012: Eldorado
- 2012: The Academy: Special (Fernsehfilm)
- 2012: Der Hobbit: Eine unerwartete Reise (The Hobbit: An Unexpected Journey)
- 2013: Christmas Candle – Das Licht der Weihnacht (The Christmas Candle)
- 2013: The Five(ish) Doctors Reboot (Fernsehfilm)
- 2013: Der Hobbit: Smaugs Einöde (The Hobbit: The Desolation of Smaug)
- 2014: Quest: A Tall Tale (Sprechrolle)
- 2014: The Seventeenth Kind (Kurzfilm)
- 2014: Der Hobbit: Die Schlacht der Fünf Heere (The Hobbit: The Battle of the Five Armies)
- 2015: Crims (Fernsehserie, eine Episode)
- 2015: The Last Conjuror (Kurzfilm)
- 2016: Tale of a Timelord (Kurzfilm)
- 2016: Punk Strut: The Movie
- 2017: Nightmare – Schlaf nicht ein! (Slumber)
- 2017: Sarah & Duck (Fernsehserie, eine Episode, Sprechrolle)
- 2017–2018: Sense8 (Fernsehserie, 4 Episoden)
- 2017–2018: Zapped! (Fernsehserie, 3 Episoden)
- 2018: Beauty (Kurzfilm)
- 2018: Holby City (Fernsehserie, eine Episode)
- 2019: The Circuit
- 2019: Thunderbirds Are Go (Fernsehserie, eine Episode, Sprechrolle)
- 2020: You
- 2020: The Owners
- 2020: Perfect Strangers
- 2022: The Munsters